# 安富郡
安富郡，中国南北朝时设置的郡。
南朝梁置安富郡，治所在安富县（今湖北十堰市郧阳区东南）。西魏夺取后，隶属于丰州。下辖安富县一县。北周沿置，大象元年（579年），以丰州武当郡、安富郡为越国。隋文帝开皇三年（583年）废安富郡，属县直属丰州。